# 海兵隊マーシャルアーツプログラム
海兵隊マーシャルアーツプログラム(Marine Corps Martial Arts Program、MCMAP)は、士気やチームワークの向上・戦士としての精神訓練・既存及び新しい徒手格闘とCQC技術を統合する、アメリカ海兵隊によって開発された近接格闘術である。2001年に開始したプログラムは海兵隊員及び海兵隊所属の米海軍人員に対して徒手格闘・刃物・場合に応じた武器・小銃と銃剣の技術に関する訓練を施す。また、リーダーシップとチームワーク、確実な実力行使を含む精神及び人格の訓練にも重きを置いている。

## 歴史
MCMAPは2002年に発表された海兵隊令1500.54に基づいて「海兵隊員のための格闘技術の革新的な一歩で、他の全ての近接格闘術を代替する」として公式に作成された。MCMAPの由来は海兵隊の創設時にまでさかのぼり、海兵乗船隊の戦闘能力を始めとする。彼らはしばしば銃剣と短剣の技術に頼らざるを得なかった。
第一次世界大戦の間、これらの銃剣の技術は徒手格闘の技術で補われ、塹壕戦ではしばしば有効であった。その後、アンソニー・J・ビドル大佐は標準化された銃剣技術、ボクシング、レスリング、サバット、フェンシングに基づく近接戦闘技術の開発を開始した。またこの期間に、ウォレス・M・グリーン大尉とサミュエル・B・グリフィス大尉は中国系アメリカ海兵隊員からカンフーの技術を学び、海兵隊中の隊員達にその知識をもたらした。
1956年、当時サンディエゴ海兵新兵訓練所の柔道チームリーダーだったラルフ・ヘイワード中佐は、ビル・ミラー一等軍曹を徒手格闘の専任者としてて任命した。ミラーは体重50キログラムから100キログラムの海兵隊員が素早く敵を殺すことのできる新しいカリキュラムを開発するよう命令された。ミラーは沖縄空手、柔道、テコンドー、カンフーボクシング、柔術など様々な格闘技からプログラムを作成し、サンディエゴの海兵隊新兵訓練を通過する全ての海兵隊員がミラーの戦闘プログラムを教育されることとなった。このプログラムの対象はアメリカ全軍種からなる特殊作戦部隊、そして各種の文民組織も含んでいた。2001年後半、引退したビル・ミラー一等軍曹は「海兵隊マーシャル・アーツの開発」に対して名誉ブラックベルトを与えられた。
やがて、これらの異なる技術は1980年代初期にLINEシステムへと発展した。その後に、システムには平和維持活動のような致死能力を必要としない任務における柔軟性と技術が不足しているということが判明し、海兵隊はより効果的なシステムを探し始めた。その結果が、1997年から1999年にかけて策定された海兵隊近接戦闘訓練プログラムであった。MCMAPは2000年夏、海兵隊総司令官の主導のもと導入された。ジェームズ・L・ジョーンズ司令官はジョージ・ブリストル中佐とカード・アーソー上級曹長に、海兵隊の持つおよそ70年の格闘技の経験を活かして、新しいMCMAPのカリキュラムを作成するよう命じた。

## 構造とベルトシステム

MCMAPのベルト

このプログラムは、多くの格闘技のように、色の違うベルトによる昇格システムを採用している。ベルトによって分けられるレベルは以下の通り。
- タンベルトは初期の訓練の間着用する最も低い階級のベルトであり、知性、人格、及び身体について基礎的な知識を得たことを示す。これは27.5時間の訓練時間で得られる全ての海兵隊員の最低条件であり、取得の必要条件はない。新兵は、全基礎技術の実地試験に合格して初めてタンベルトを受け取ることができる。
- グレーベルトは25時間の訓練終了後に得られる二番目のベルトであり、中期基礎訓練を理解していることを示す。海兵隊員は海兵隊研究所において「リーディング・マリーンズ」コースを完了しなければならず、多くのインストラクターはマリーン・レイダースによって発行される報告を求めている。
- グリーンベルトは三番目のベルトであり、25時間の訓練を必要とする。これは様々な技能について中期基礎訓練を理解していることを示す。このベルトはインストラクターとなることができる最初のベルトであり、タンベルト、グレーベルト、グリーンベルトの訓練生への教育、及びこれらベルトの授与を許可される。このベルトの取得条件には上官による推薦が含まれている。
- ブラウンベルトは33時間の訓練を必要とする四番目のベルトである。このベルトは、取得者が様々な技能について高度に理解していることを意味する。これに加えて、グリーンベルトと同様、ブラウンベルト保持者はマーシャルアーツ・インストラクターとして、タンベルトからブラウンベルトまでの取得を目指す訓練生を教育することができる。このベルトの取得条件には上官による推薦が含まれている。
- ブラックベルトレベル1は最も高い色のベルトで、監督された40時間の訓練を必要とする。これは様々な分野について高度な知識を示していることを意味する。ブラックベルトレベル1インストラクターはタンベルトからブラックベルトまでの訓練生の教育や、これらベルトの授与が許可される。これに加えて、ブラックベルト保持者はマーシャルアーツ・インストラクター・トレーナーとなることができ、全てのレベルの訓練生を教育・ベルト授与すること、またインストラクターを指導・認可することを許される。ベルトの取得条件には上官による推薦が含まれている。

ブラックベルトには五つの追加レベルがあり、専門軍事教育を修了した上官によってマーシャルアーツ・インストラクターもしくはインストラクター・トレーナーにふさわしいという推薦を必要条件としている。レベル2からレベル6のブラックベルトは、保持者がMCMAPの権威者であることを示す。これらの条件に加え、それぞれのベルトは独自の条件を必要とする。
- ブラックベルトレベル2
- ブラックベルトレベル3
- ブラックベルトレベル4
- ブラックベルトレベル5
- ブラックベルトレベル6

ベルトはMCCUUに装着されるため、赤、黄色、紫のような色は実用面から却下される。一度グリーンベルトを取得した海兵隊員は、マーシャルアーツ・インストラクター(MOSコード0916、旧8551)になるために、海兵隊歩兵学校等で実施されるさらなるトレーニングコースに参加することができる。
MCMAPのインストラクターは他の海兵隊員のベルトレベルを上げるため、彼らを訓練し、認定することができる(2010年11月までは自分より下のベルトレベルの訓練生を保証することが出来るだけであった)。インストラクターとしての地位はベルトに垂直に付けられたタンの縞で示される。インストラクターはブラックベルトレベル1よりも上に進むため、マーシャルアーツ・インストラクターコースに参加しなければならない。海兵隊員をインストラクターに訓練することができる唯一の存在がブラックベルトのマーシャルアーツ・インストラクター・トレーナーである。インストラクター・トレーナー(MOSコード0917、旧8552)の地位はベルトに垂直に付けられた赤の縞で示される。インストラクター・トレーナーになるためにはローカル・マーシャルアーツ・インストラクターコースを完了しなければならない。その後、クウォンティコ海兵隊基地のレイダーホールにあるマーシャルアーツセンター・エクセレンスでマーシャルアーツ・インストラクター・トレーナーコースに参加する。
MCMAPの技術は他の部隊や外国軍にも教えられ、コースを修了したものにはベルトが与えられる。

## 訓練
「MCMAPは知性、人格、身体の訓練の相乗効果を完全に暴力に取り込んでいる」 とされ、訓練はMCMAPシステムの基盤である。戦闘の効率を高め、海兵隊員の士気とリーダーシップを高めるために実行されている。先述の通りMCMAPの三種類の訓練とは知性、人格、身体であり、海兵隊員は身体と精神に対して同時に注意を向けることを要求される。安全性も重要であるため、怪我の防止用にマウスピースやパッドなどの装備が使われ、受け身や遅いスピードでの練習などの技術を取り入れている。MCMAPで学ばれる技術が海兵隊員に必要であるという理由から、ジェームズ・T・コンウェイ司令官は全ての海兵隊員に2007年内のタンベルト取得を銘じた。さらに、全ての海兵隊歩兵連隊員はグリーンベルト取得を要求され、他の陸上戦闘職種は2008年内にグレーベルトを取得しなければならない。

### 知性
戦士についての学習では、功績を残した兵士個人及び戦闘における殊勲についての議論や分析を行う。武術文化についての学習では、率先的に戦士を生み出す社会についても焦点を当てる。学習する武術文化の例として、マリーンレイダース、スパルタン、ズールー人、アパッチ族などがある。これらの文化について学ぶことで、海兵隊員は基本的な戦術と過去の例を身につけ、海兵隊の戦士としての精神と自分自身を結びつける。戦闘時の行動に関する講習では、人間相互の暴力について学び、交戦規定及び実力行使についていつ、どれだけの殺傷力を行使すれば良いのかを指示する。いくつかのベルトの取得に専門軍事教育コースを受けることが必須である。応用段階の訓練は状況認識、戦略的・戦術的な意思決定とオペレーショナル・リスク・マネジメントに重きを置いている。

### 人格
応用段階の訓練は海兵隊の価値、倫理、よき市民であるための模範についての議論を伴う。インストラクターは、もし訓練生が信義、勇気、責任を十分に持っていないと判断した場合、彼らを落第させることができる。またいくつかのベルトは取得前に、上官の許可を必要とする。実力行使についても議論され、海兵隊員が責任を持って、殺傷力を含めて、最小限の実力行使を行うことができるようになる。リーダーシップも重要とされる。

### 身体
MCMAPにおいて、技術及び身体づくりにかかわる訓練が占める割合は三分の一程度である。体力トレーニングには戦闘技術、強靱さ、持久力の訓練が取り入れられている。この訓練はまた、弱い側の実力を高めるのみならず、既に教えられた技術の改善・維持が含まれている。使われる技術を応用させ慣れさせるために、倒れての戦いや取っ組み合い、パジルスティック、ダミー銃剣などが用いられる。これに加えて、柔軟運動、完全装備での持久走、丸太運び、ボクシングの試合など、協力または競争を必要とする活動によって体力・持久力が試され、強化される。また、戦闘のストレスを体験させるため、水中や暗所で訓練を行うこともある。

## 技術

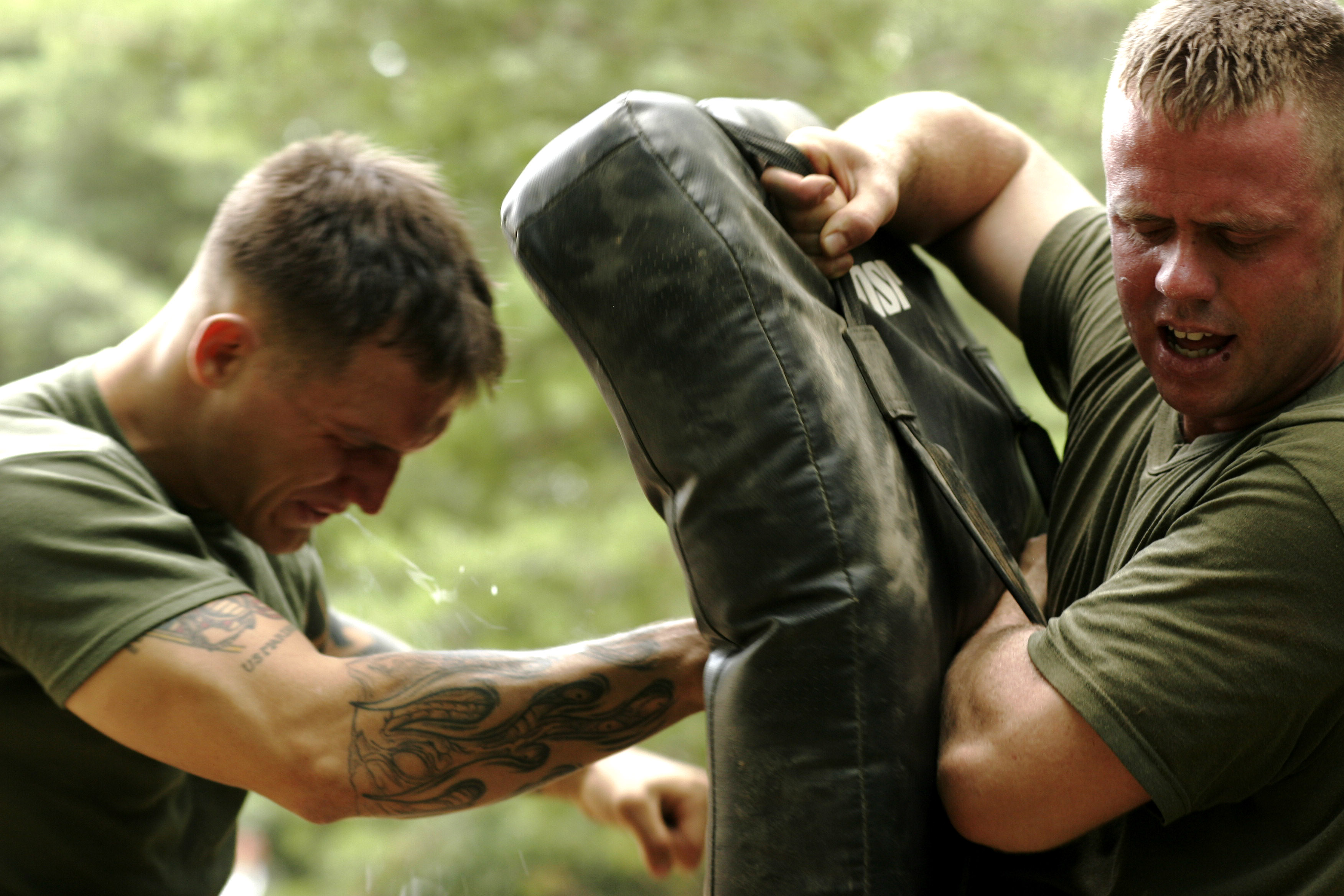
催涙スプレーの攻撃を受けてからの訓練

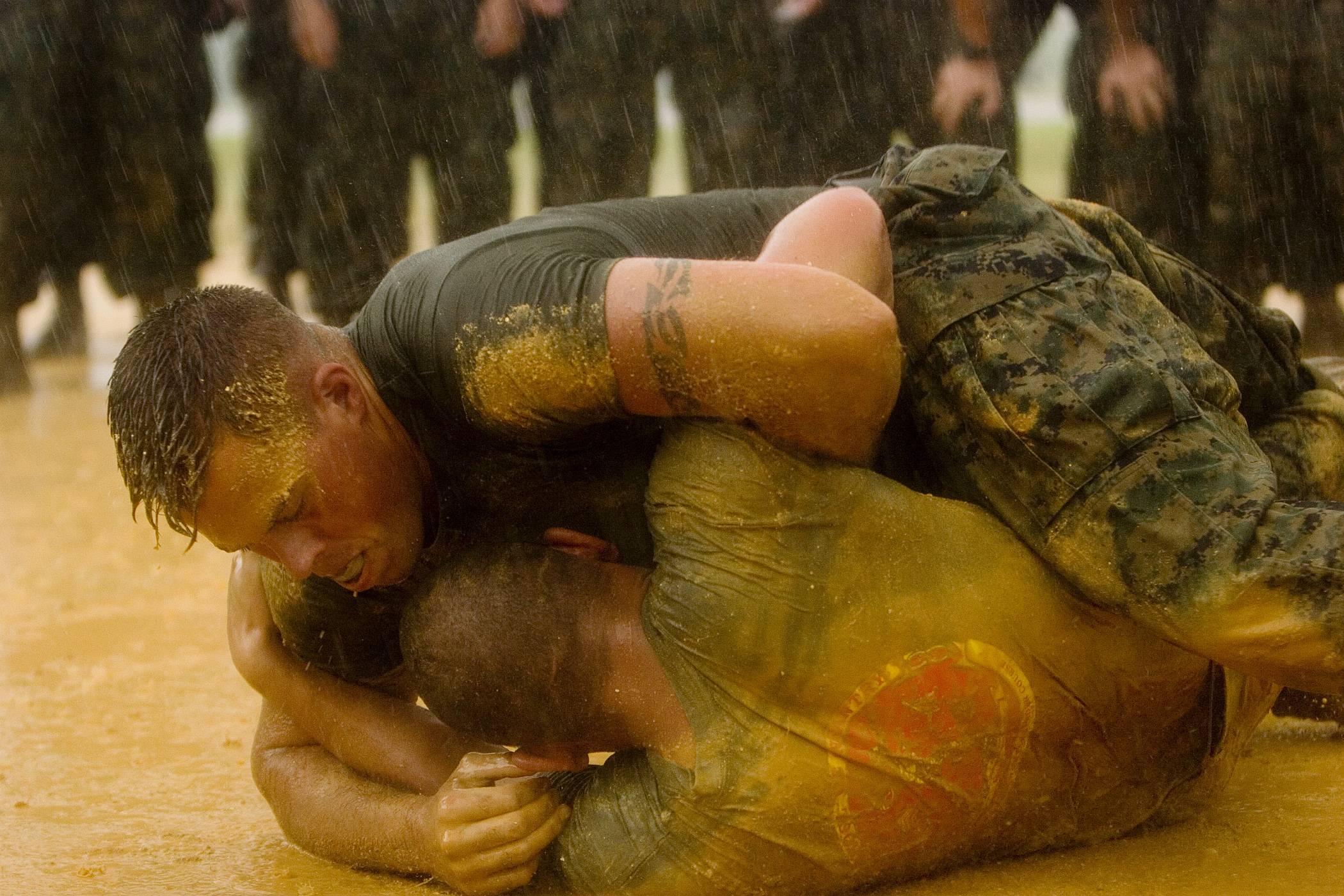
雨天中、地面に倒れての戦闘訓練

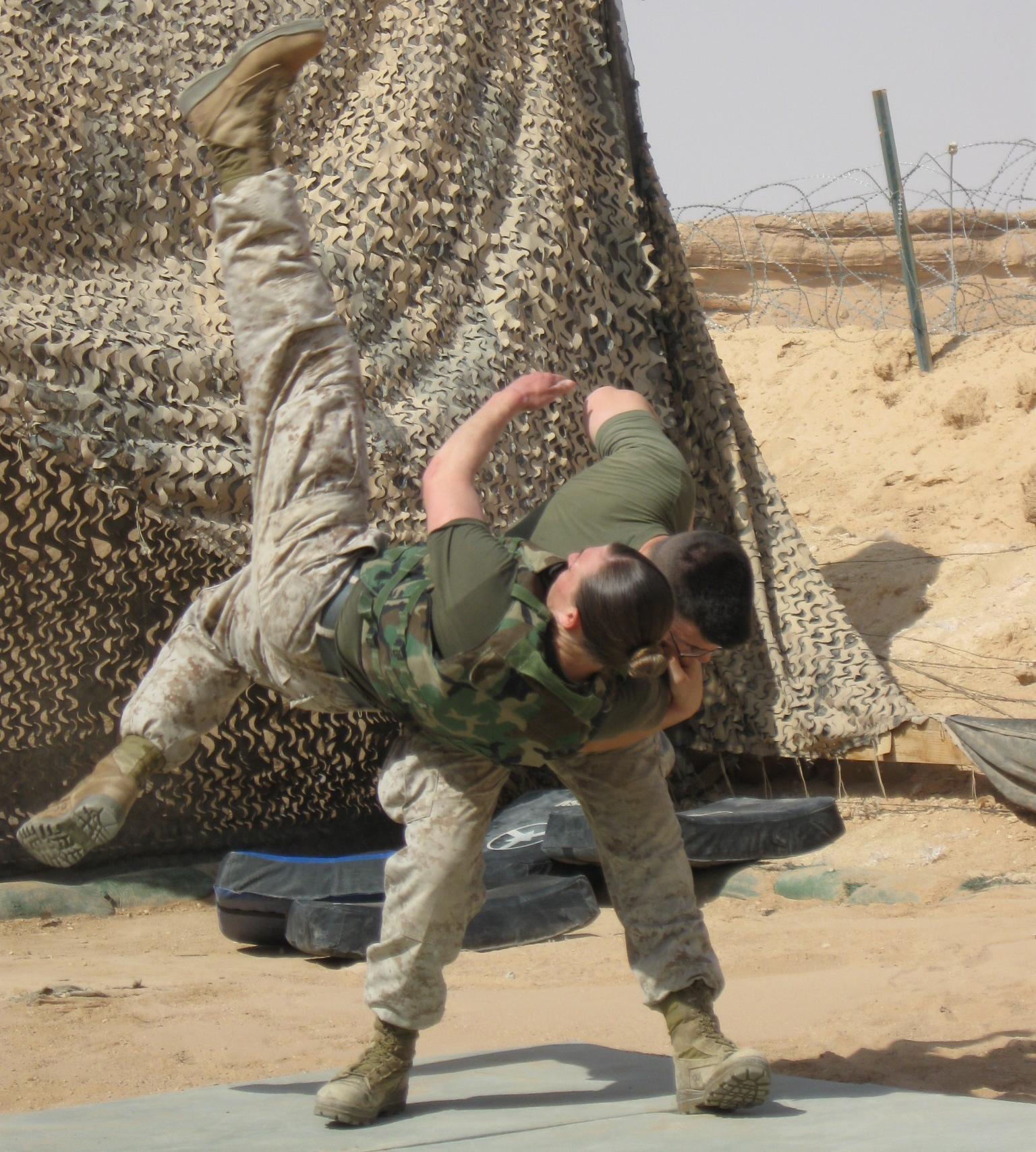
投げ技の訓練

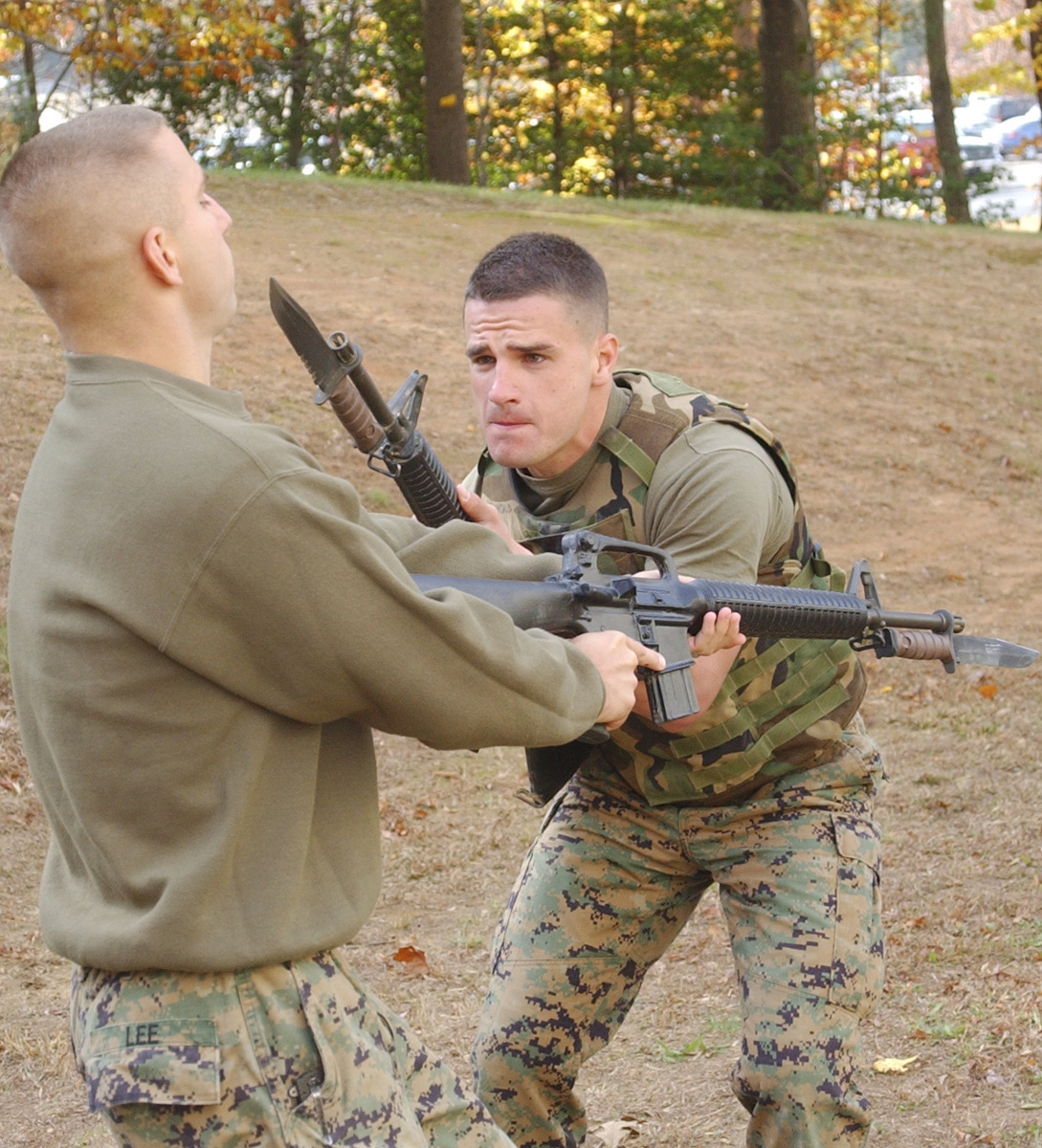
銃剣格闘の訓練

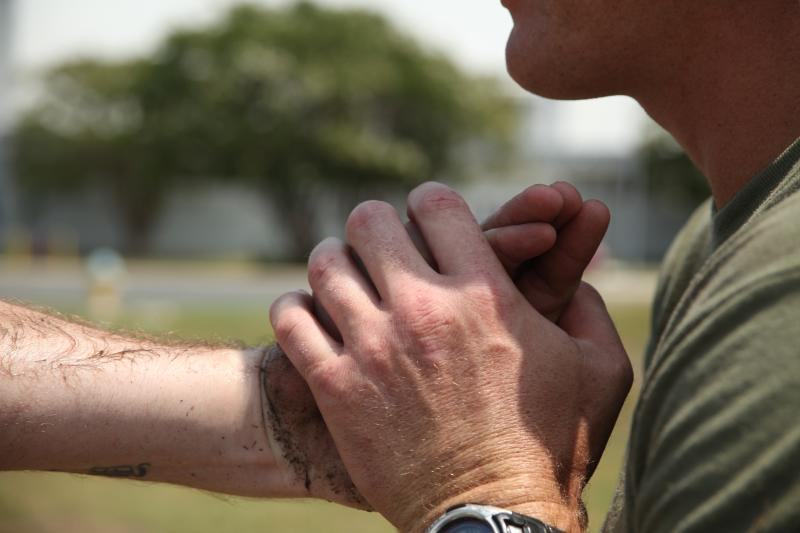
手首への攻撃の訓練

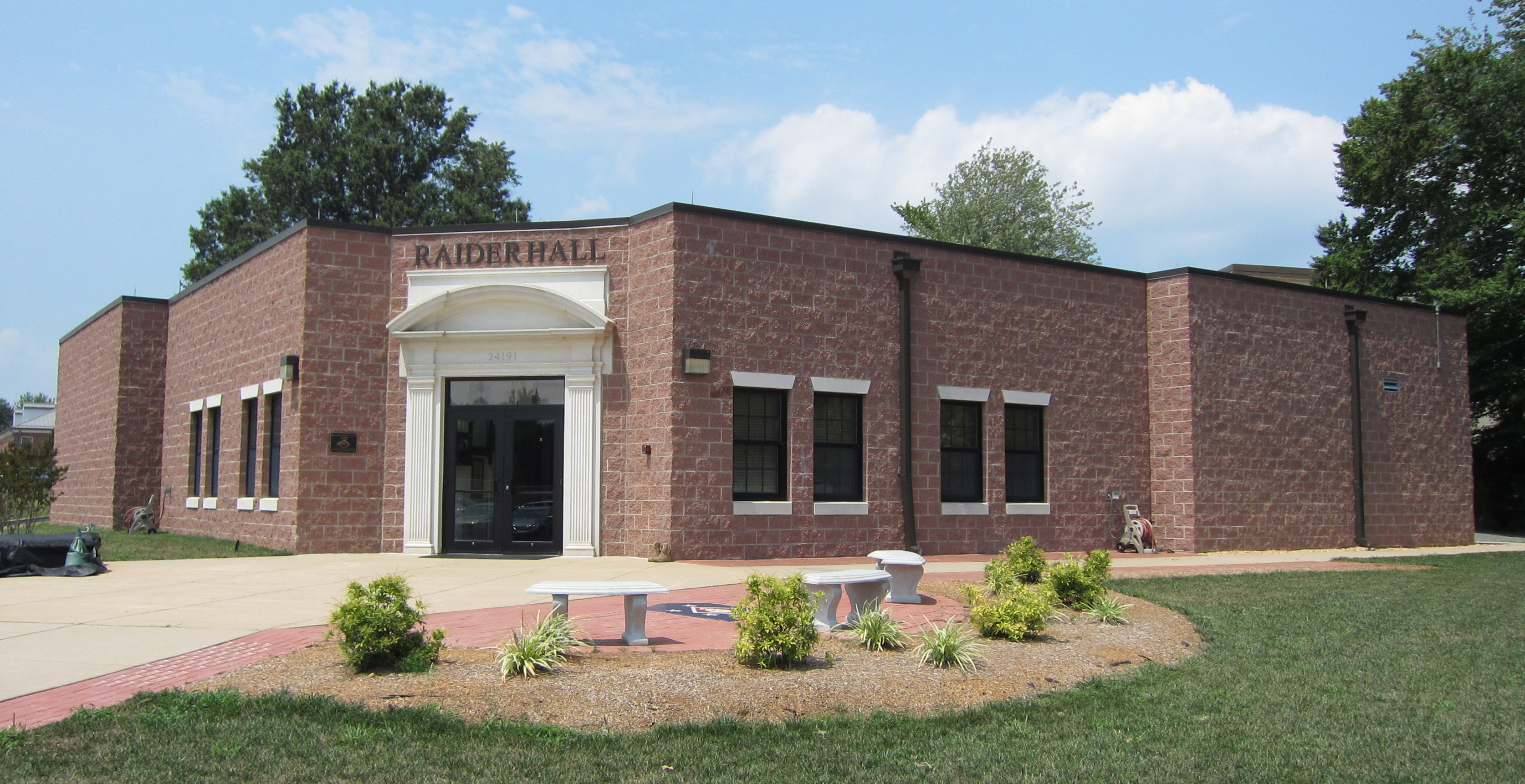
レイダーホールの海兵隊マーシャルアーツセンター・エクセレンス

MCMAPは、ブラジリアン柔術、レスリング、ボクシング、サバット、柔術、柔道、サンボ、クラヴ・マガ、一心流空手、合気道、ムエタイ、エスクリマ、ハプキドー、テコンドー、カンフー、キックボクシングなどの技術から影響を受けている。
MCMAPに使われる技術は致死性によって等級が分けられており、使用者は最適な(通常は最低限の)力加減を選ぶことができる。例えば海兵隊員が、暴力を用いてこないものの反抗的な対象と接触した際には、最小限の苦痛とダメージを与えることで任務を達成するため、素手による抑止を行うことができる。さらに攻撃的な対象であれば、絞め技、締め技、殴打技で応戦することができる。致死的な攻撃が対象に用いられるのは、最後の手段としてである。武器の有無にかかわらず、多くの技術は防御的にも攻撃的にも用いることができ、戦闘及び警護活動や人道支援など、自己防衛のみならず戦争以外の作戦行動にも使えるため、海兵隊員の柔軟性を高めている。インストラクターは、例えば憲兵が催涙スプレーの攻撃を受けた後に実力行使を行うなど、特別な部隊の状況に合わせるため、訓練の機会を増やすことができる。

### タンベルト
タンベルトにおいては、武器を用いない戦闘の基本を学ぶ。訓練生は基本戦闘姿勢(Basic Warrior Stance)から始め、安全のために受け身を教わり、これらの技術を習得していく。
- 基本的なパンチ、アッパーカット、フック
- 鉄槌打ち、肘打ちなど基本的な上半身への打撃
- 蹴り、膝蹴り、踏みつけなど基本的な下半身への攻撃
- 銃剣技術
- 基本的な絞め技、固め技、投げ技
- 打撃技、絞め技、締め技への対処
- 基本的な素手による抑制、武器の基本操作
- 基本的なナイフ技術
- 基本的な状況に応じた武器

訓練生はベルトを取得するため、50種類の技術のうち7割で彼らの技術を証明しなければならない。タンベルトの内容は、ベーシック・スクール及び新兵訓練の一部である。

### グレーベルト
グレーベルトで習得する技術は以下の通り。
- 中程度の銃剣の技術
- 手刀打ち、肘打ちなど中程度の上半身への打撃
- 蹴り、膝蹴り、踏みつけなど中程度の下半身への攻撃
- 基本的な絞め技、固め技、投げ技
- 打撃技、絞め技、締め技への対処
- 中程度の素手による抑制、腕・手首のコントロール
- 中程度のナイフ技術
- 地面に倒れての基本的な戦闘
- 中程度の場合に応じた武器

### グリーンベルト
- 中程度のナイフ技術
- 中程度の場合に応じた武器による妨害技術
- 地面に倒れての中程度の戦闘、アームロック
- 中程度の銃剣訓練
- 中程度の側方からの絞め技
- 中程度の肩からの投げ技
- 下半身への攻撃
- カウンターアタック
- 素手による関節のコントロール、ペインコンプライアンスの強化

### ブラウンベルト
- 高度な銃剣技術
- 地面に倒れての高度な戦闘、絞め技
- 高度な投げ技
- 素手と手に持たれた武器との戦闘
- 火器の保持
- 火器の武装解除
- 高度なナイフ技術

### ブラックベルト レベル1
- 高度な銃剣技術
- 高度な絞め技、締め技、投げ技
- 地面に倒れての高度な戦闘
- 火器への基本的な対処技術
- 打撃、殴打など上半身への高度な攻撃
- 高度なナイフ技術
- 圧痛点
- 即席の武器
- カウンターアタック

### ブラックベルト レベル2
- ライフル対ライフル
- 拳銃対ライフル
- 素手対ライフル